# Krążkowo (Lubusz)
Pour les articles homonymes, voir Krążkowo.
Krążkowo (prononciation : [krɔ̃ʂˈkɔvɔ]) est un village polonais de la gmina de Sława dans le powiat de Wschowa de la voïvodie de Lubusz dans l'ouest de la Pologne.
Il se situe à environ 10 kilomètres au sud de Sława (siège de la gmina), 17 kilomètres à l'ouest de Wschowa (siège de le powiat) et 42 kilomètres à l'est de Zielona Góra (siège de la diétine régionale).
Le village compte approximativement une population de 505 habitants en 1999.

## Histoire
Le nom allemand du village était : Altkranz luou Alt Kranz.
Après la Seconde Guerre mondiale, avec la mise en œuvre de la ligne Oder-Neisse, le village est intégré à la République populaire de Pologne. La population d'origine allemande est expulsée et remplacée par des polonais.
De 1975 à 1998, le village appartenait administrativement à la voïvodie de Zielona Góra.

Depuis 1999, il appartient administrativement à la voïvodie de Lubusz